# Tap (film)
Pour les articles homonymes, voir Tap.
Pour plus de détails, voir Fiche technique et Distribution.
Tap est un film dramatique musical américain réalisé et écrit par Nick Castle, sorti en 1989 aux États-Unis. Il met en scène un homme, interprété par Gregory Hines, qui sort de prison. Alors, il va essayer de rebâtir une vie en retournant dans son ancien club de claquettes. Là, il retrouve nombre de ses anciens amis, qui ont tous un plan pour lui.
Tourné à New York, Tap est la quatrième réalisation de Nick Castle, après T.A.G.: Le Jeu de l'Assassinat (1982), Starfighter (1984) et La Tête dans les nuages (The Boy Who Could Fly) (1986). Mis à part Starfighter, ses réalisations demeurent mitigées tant sur le plan public que sur le plan critique.

## Synopsis
Max Washington (Gregory Hines) vient de sortir de prison, il avait été arrêté pour avoir participé à un cambriolage. En prison, une seule chose l'aidait à survivre : le tap.
Max retourne alors à son club favori, un club de danseur de claquettes appartenant à son père. Son ancienne petite amie, Amy (Suzanne Douglas), y travaille toujours comme professeur, mais ne veut plus de lui, bien qu'elle souhaite rester amie avec. Néanmoins, son père, Little Mo (Sammy Davis Jr.) est très heureux de le revoir : il compte le faire participer à son spectacle. Cependant, les anciens associés de Max ont aussi des projets pour lui … Malgré tous ses efforts, Max ne parvient à rien, et le seul travail dans lequel il réussit est plongeur. Alors, il accepte le plan de ses anciens associés. Cependant, Amy fera tout pour l'aider à s'en sortir et à ne pas replonger dans le milieu malfamé.

## Fiche technique
- Titre : Tap
- Titre québécois : Tap dance[2]
- Réalisation et scénario : Nick Castle
- Production : Gary Adelson, Fran Saperstein et Richard Vane
- Société de production et de distribution : TriStar
- Musique : James Newton Howard
- Photographie : David Gribble
- Montage : Patrick Kennedy
- Décors et costumes : Patricia Norris
- Distribution : TriStar
- Pays d'origine : États-Unis
- Langue originale : Anglais
- Format : Couleurs - 1,85:1 - Dolby - 35 mm[3]
- Genre : Drame musical
- Durée : 106 minutes[1]
- Date de sortie : 10 février 1989[2]
- Lieux de tournage : New York[4]

## Distribution
- Gregory Hines (VF : Richard Darbois) : Max Washington
- Sammy Davis Jr. (VF : Med Hondo) : Little Mo
- Suzzanne Douglas (VF : Martine Meirhaeghe) : Amy Simms
- Savion Glover : Louis Simms
- Terrence E. McNally (VF : Bernard Lanneau) : Bob Wythe
- Joe Morton (VF : Michel Vigné) : Nicky
- Dick Anthony Williams : Francis
- Bunny Briggs : Bunny
- Steve Condos : Steve
- Arthur Duncan : Arthur
- Pat Rico : Pat
- Howard Sims : Sandman
- Jimmy Slyde : Slim
- Harold Nicholas : Harold
- Louis Castle : Anthony
- Barbara Perry : Milly
- Lloyd Kino : Hood
- Randy Brenner : Brian
- Jeffrey Josephson : Howard

## Autour du film
Tap fait référence à deux films. Il fait référence à Top Hat (1935) : un couple est surnommé « Fred et Ginger » et ils dansent sur la musique Cheek to Cheek, comme dans ce film. Il fait également référence à Crocodile Dundee (1986), il est possible de voir son poster durant le film, à plusieurs reprises.

### Erreur
Le film contient une erreur de continuité. En effet, quand Slim (Jimmy Slyde) finit son spectacle pendant le défi de danse, il termine sur le côté opposé de la pièce où se trouve Little Mo (Sammy Davis Jr.), et y reste. Mais quand Little Mo réagit à l'enchaînement du saut de Harold (Harold Nicholas), Slim se trouve juste à côté de lui.

### Réception publique
Tap n'a pas remporté un franc succès auprès du public. En effet, ses recettes brutes ne s'élèvent qu'à 9 114 702 $ à la fin de sa durée d'exploitation. Il est par ailleurs classé 87e film de l'année 1989.
Tap est le quatrième film en tant que réalisateur de Nick Castle. Il avait précédemment tourné T.A.G.: Le Jeu de l'Assassinat en 1982, Starfighter en 1984 et La Tête dans les nuages (The Boy Who Could Fly) 1986. Si T.A.G. et La Tête dans les nuages ont été ignorés par le public, Starfighter est son plus gros succès avec des recettes brutes s'élevant à 28 733 290 $. Tap est ainsi son deuxième plus gros succès. Pourtant, le film est passé un peu inaperçu lors de sa sortie.
Après Tap, Nick Castle tournera Denis la Malice, en 1993. Nick Castle réalisera alors son nouveau plus gros succès puisque le film terminera son exploitation avec un box-office de 117 270 765 $. À ce jour, en 2009, Denis la malice demeure encore le plus gros succès dans la carrière de Nick Castle.

### Réception critique
Si le succès public de Tap est mitigé, le succès critique paraît meilleur, quant à lui. Roger Ebert lui accorde, dans le Chicago Sun-Times, un « scénario qui pourrait être un grand succès » par exemple. De plus, Variety le compare à un « divertissement contemporain » qui n'est qu'un « mélange étonnamment riche et affectueux de danse et d'histoire ». Voici les deux critiques publiées.
Celle qu'a publié Roger Ebert pour le Chicago Sun-Times :

« La faiblesse de Tap est que la plupart des choses qui se relatent dans le film sont empruntées, plus ou moins franchement, de vieux films. En un sens, c'est aussi sa force : c'est un film musical sur des films musicaux, de la même manière que c'est un film de claquettes sur des danseurs de claquettes. Le film au propos du déclin des claquettes est, lui-même, une forme de résurrection. Je ne sais pas quelle importance prendra Tap sur le box-office, mais je sais que le scénario pourrait éventuellement être un grand succès. Bien sûr, c'est un cliché, également. »

Et enfin celle de Variety :

« Tap est un mélange étonnamment riche et affectueux de danse et d'histoire qui dépasse respectueusement une ère terminée pour livrer en abondance un divertissement contemporain. Passionné par ses deux engagements en tant que réalisateur et scénariste, Nick Castle (dont le père avait été chorégraphe de Fred Astaire et Gene Kelly), avec Gregory Hines (dont la carrière de danseur de claquette a commencé à cinq ans au Harlem's Apollo Theater), délivre un projet qui bénéficie d'un casting de rêve. […] La danse dans ce film semble une réponse profonde et exubérante à une lutte urbaine. Autre grand avantage du film, son introduction […], un mélange de claquette et de rock électronique. »

### Bande originale
Albums de James Newton Howard
Les Indians Tels pères, telle fille
Tout comme la sortie du film, la BO de Tap (ASIN B000008LE7), composée et produite par James Newton Howard, est passée inaperçue lors de sa diffusion. Pourtant, on remarque la ballade All I Want Is Forever écrite par Diane Warren et interprétée par James 'JT' Taylor (du groupe Kool & The Gang) en duo avec Regina Belle, et quelques autres morceaux interprétés par des personnalités de l'époque.
Produite sous le label CBS Records et distribuée en décembre 1988, d'une durée de 42,03 minutes, voici la liste des pistes de la bande originale du film :
1. Bad Boy (interprété par Teena Marie : 4,08 minutes)
2. All I Want is Forever (interprété par James 'JT' Taylor et Regina Belle : 4,32 minutes)
3. Baby What You Want Me To Do (interprété par Etta James : 4,04 minutes)
4. Strong as Steel (interprété par Gregory Abbott : 4,29 minutes)
5. Forget The Girl (interprété par Tony Terry : 4,12 minutes)
6. Can't Escape The Rhythm (interprété par Gregory Hines : 4,00 minutes)
7. Lover's Intuition (interprété par Amy Keys : 4,35 minutes)
8. Somebody Like You (interprété par Melissa Rowan : 3,29 minutes)
9. Max's Theme (interprété par Stanley Clarke : 3,16 minutes)
10. Free (interprété par Gwen Guthrie : 5,13 minutes)